# Harald Leitherer
Harald Leitherer (* 18. April 1953 in Schweinfurt) ist ein deutscher Politiker (ehemals CSU). Er war vom 1. Februar 1995  bis zum 31. Januar 2013 Landrat des Landkreises Schweinfurt.

## Leben
Nach seinem Abitur 1972 am Celtis-Gymnasium in Schweinfurt leistete er seinen Wehrdienst bei der Luftwaffe ab. Danach studierte er Rechtswissenschaften an der Universität Würzburg. Nach Ablegung des Zweiten juristischen Staatsexamens 1983 arbeitete er als Rechtsanwalt. 1994 wurde er erstmals zum Landrat gewählt. In diesem Amt wurde er 2000 und 2006 bestätigt.
Harald Leitherer war Schatzmeister der CSU Unterfranken.
Bei der Landratswahl im September 2012 unterlag Leitherer seinem Herausforderer Florian Töpper (SPD), der auch von Bündnis 90/Die Grünen als Kandidat nominiert wurde. Leitherers Amtszeit endete am 31. Januar 2013.
Im Juli 2018 trat er nach 49 Jahren aus der CSU aus. Als Gründe hierfür nannte er, dass er die CSU auf dem Weg zu einer "populistischen" Partei sehe. Zudem kritisierte er den Umgang Horst Seehofers mit Bundeskanzlerin Angela Merkel. Dieses sei "völlig unerträglich". Seehofer warf er zudem ein "Persönlichkeitsdefizit" vor.